# Hopliteccopsis amemorpha
Hopliteccopsis amemorpha är en fjärilsart som beskrevs av Diakonoff 1963. Hopliteccopsis amemorpha ingår i släktet Hopliteccopsis och familjen vecklare. Inga underarter finns listade i Catalogue of Life.